# Arthur Carnell
Arthur Ashton Carnell (ur. 21 marca 1862 w Somers Town w Londynie, zm. 11 września 1940 w Bedford Park w Chiswick) – brytyjski strzelec, mistrz olimpijski z Londynu (1908).

## Kariera
Arthur Carnell wystartował tylko na igrzyskach w 1908 w Londynie w jednej konkurencji. Było to strzelanie z karabinu małokalibrowego leżąc z dwóch odległości: 50 i 100 jardów (odpowiednio: ok. 45,7 m i 91,4 m).
W pierwszej rundzie – z odległości 50 jardów – Carnell uzyskał 192 punkty, co było początkowo szóstym wynikiem rundy. Z dalszej odległości, czyli w drugiej rundzie, uzyskał wynik lepszy o 3 punkty, co dało mu 195 punktów (trzecie miejsce). Z łącznym wynikiem 387 punktów na 400 możliwych, uplasował się początkowo na drugim miejscu, tuż za rodakiem Philipem Platerem.
Jednak w niecodziennych okolicznościach, Carnella kilka dni później ogłoszono mistrzem olimpijskim. W dość kontrowersyjnych okolicznościach uznano, że dyskwalifikacją należy obłożyć, pierwotnie mistrza olimpijskiego, czyli Philipa Platera (szczegóły). W wyniku tego, Carnella przesunięto z drugiego na pierwsze miejsce, Harry’ego Humby’ego z trzeciego na drugie, George’a Barnesa z czwartego na trzecie itd.
Pomimo tego, że zwyciężył w konkurencji indywidualnej, nie wystartował w konkurencji drużynowej. Chciał „dać szansę innym zawodnikom na start olimpijski”. Razem ze swoją żoną, należał do klubu „Mansfield Highgate Rifle Club”.

### Wyniki olimpijskie
| Igrzyska | Konkurencja                                  | Wynik                 | Miejsce   | Źródło |
| -------- | -------------------------------------------- | --------------------- | --------- | ------ |
| IO 1908  | Karabin małokalibrowy leżąc, 50 i 100 jardów | 387 punktów (192-195) | 1 (na 20) | [ 2 ]  |